# Jade Ramsey
Pour les articles homonymes, voir Ramsey.
Jade Nicole Ramsey est une actrice anglaise  née le 10 février 1988 à Bournemouth en Angleterre.  Elle est connue pour son rôle de Patricia Williamson, une fille un peu rebelle dans la série Anubis (The House Of Anubis) arrêtée en 2013.

## Biographie
Son père est irlandais et elle a une sœur jumelle nommée Nikita Ramsey, qui est apparue dans la saison 2 d’Anubis comme Piper Williamson. Jade était dans beaucoup de films et émissions de télévision, souvent avec sa sœur jumelle. Jade a auditionné pour le rôle de Nina Martin, qui a finalement été donné à Nathalia Ramos. Puis, Jade et Nikita ont auditionné pour le même rôle de Patricia Williamson, qui a été attribué à Jade Ramsey.

## Filmographie
- 2010 : The Myth of the American Sleepover de David Robert Mitchell : Anna Abbey
- 2011 - 2013 : Anubis (House of Anubis) : Patricia Williamson
- 2016 : The Sex Trip de Anthony G Cohen : Edna Greenleaf